# Oleksandr Vioukhine
Oleksandr Ievhenovitch Vioukhine - en ukrainien : Олександр Євгенович В'юхін - ou Aleksandr Ievguenievitch Vioukhine - en russe : Александр Евгеньевич Вью́хин - (né le 9 janvier 1973 à Sverdlovsk en République socialiste fédérative soviétique de Russie – mort le 7 septembre 2011 à Iaroslavl en Russie) est un joueur professionnel de hockey sur glace ukraino-russe.

## Biographie

### Carrière en club
Ce joueur évoluant au poste de gardien de but a commencé sa carrière en 1991 en VHL, avec le Dynamo Kharkiv. Il rejoint ensuite le club de Superliga de l'Avangard Omsk, où il passe l'essentiel de sa carrière et remporte le titre 2003-2004. Il quitte Omsk à l'issue de la saison du sacre et s'engage pour le Sibir Novossibirsk. Il part en 2007 au Severstal Tcherepovets qui fait partie en 2008 de la Ligue continentale de hockey (KHL). Le gardien ukrainien est transféré en mai 2009 au Metallourg Novokouznetsk puis en décembre 2010 au Lokomotiv Iaroslavl.
Vioukhine fait partie de la liste des personnes tuées à la suite de l'accident de l'avion transportant son équipe du Lokomotiv Iaroslavl au départ de Iaroslavl et à destination de Minsk en Biélorussie. L'avion de ligne de type Yakovlev Yak-42 s'écrase peu après son décollage de l'aéroport Tounochna de Iaroslavl, faisant 44 morts parmi les 45 occupants,. Son numéro 35 est retiré par l'Avangard Omsk et accroché dans la Omsk Arena.

### Carrière internationale
Au niveau international, il a participé avec l'équipe d'Ukraine aux championnats du monde de 1993, 1994 et 1999.